# Corrida de la Saint-Sylvestre
La Corrida de la Saint-Silvestre (nom officiel en Portugais : Corrida Internacional de São Silvestre) est une course à pied de 15 km disputée tous les ans, le 31 décembre, depuis 1925, dans les rues de São Paulo, au Brésil.
Elle a inspiré l'organisation de courses sur route lors des fêtes de fin d'année, comme la Corrida de la Saint-Sylvestre à Saintes (depuis 1959) et la Corrida de Houilles (depuis 1972) en France et en Suisse la course de la Saint-Sylvestre de Zurich (depuis 1977).

## Les lauréats
Depuis 1945, année où la course devient internationale, les vainqueurs sont :
- 1945 : Sebastião Alves Monteiro (pt) (Brésil)
- 1946 : Sebastião Alves Monteiro (pt) (Brésil)
- 1947 : Oscar Moreira (Uruguay)
- 1948 : Raúl Inostroza (de) (Chili)
- 1949 : Viljo Heino (Finlande)
- 1950 : Lucien Theys (pt) (Belgique)
- 1951 : Erich Kruzycki (de) (Allemagne)
- 1952 : Franjo Mihalić (Yougoslavie)
- 1953 : Emil Zátopek (Tchécoslovaquie)[4]
- 1954 : Franjo Mihalić (Yougoslavie)
- 1955 : Fred Norris (Royaume Uni)
- 1956 : Manuel Faria (pt) (Portugal)
- 1957 : Manuel Faria (pt) (Portugal)
- 1958 : Osvaldo Suárez (Argentine)
- 1959 : Osvaldo Suárez (Argentine)
- 1960 : Osvaldo Suárez (Argentine)
- 1961 : Martin Hyman (pt) (Royaume Uni)[5]
- 1962 : Hamoud Ameur (France)[6],[7]
- 1963 : Henry Clerckx (pt) (Belgique)
- 1964 : Gaston Roelants (Belgique)
- 1965 : Gaston Roelants (Belgique)
- 1966 : Álvaro Mejía (Colombie)[8]
- 1967 : Gaston Roelants (Belgique)
- 1968 : Gaston Roelants (Belgique)
- 1969 : Juan Máximo Martínez (en) (Mexique)
- 1970 : Frank Shorter (USA)
- 1971 : Rafael Tadeo Palomares (pt) (Mexique)
- 1972 : Víctor Manuel Mora (es) (Colombie)
- 1973 : Víctor Manuel Mora (es) (Colombie)
- 1974 : Rafael Ángel Pérez (pt) (Costa Rica)
- 1975 : Víctor Manuel Mora (es) (Colombie)
- 1976 : Edmundo Warnke (Chili)
- 1977 : Domingo Tibaduiza (Colombie)
- 1978 : Radhouane Bouster (France)
- 1979 : Herb Lindsay (pt) (USA)
- 1980 : José João da Silva (pt) (Brésil)
- 1981 : Víctor Manuel Mora (es) (Colombie)
- 1982 : Carlos Lopes (Portugal)
- 1983 : João da Mata de Ataíde (pt) (Brésil)
- 1984 : Carlos Lopes (Portugal)
- 1985 : José João da Silva (pt) (Brésil)
- 1986 : Rolando Vera (pt) (Équateur)
- 1987 : Rolando Vera (pt) (Équateur)
- 1988 : Rolando Vera (pt) (Équateur)
- 1989 : Rolando Vera (pt) (Équateur)
- 1990 : Arturo Barrios (Mexique)
- 1991 : Arturo Barrios (Mexique)[9]
- 1992 : Simon Chemoiywo (Kenya)
- 1993 : Simon Chemoiywo (Kenya)
- 1994 : Ronaldo da Costa (Brésil)
- 1995 : Paul Tergat (Kenya)
- 1996 : Paul Tergat (Kenya)
- 1997 : Émerson Iser Bem (pt) (Brésil)
- 1998 : Paul Tergat (Kenya)
- 1999 : Paul Tergat (Kenya)
- 2000 : Paul Tergat (Kenya)
- 2001 : Tesfaye Jifar (Éthiopie)
- 2002 : Robert Kipkoech Cheruiyot (Kenya)
- 2003 : Marílson Gomes dos Santos (Brésil)
- 2004 : Robert Kipkoech Cheruiyot (Kenya)
- 2005 : Marílson Gomes dos Santos (Brésil)
- 2006 : Franck de Almeida (Brésil)
- 2007 : Robert Kipkoech Cheruiyot (Kenya)
- 2008 : James Kwambai (Kenya)
- 2009 : James Kwambai (Kenya)
- 2010 : Marílson Gomes dos Santos (Brésil)
- 2011 : Tariku Bekele (Éthiopie)
- 2012 : Edwin Kipsang (pt) (Kenya)
- 2013 : Edwin Kipsang (pt) (Kenya)
- 2014 : Dawit Fikadu (Éthiopie)
- 2015 : Stanley Biwott (Kenya)
- 2016 : Leul Aleme (pt) (Éthiopie)
- 2017 : Dawit Fikadu (Éthiopie)
- 2018 : Belahy Bezabh (pt) (Éthiopie)[10]
- 2019 : Kibiwott Kandie (Kenya)[11]
- 2021 : Belahy Bezabh (pt) (Éthiopie)
- 2022 : Andrew Kwemoi (pt) (Ouganda)
- 2023 : Timothy Kiplagat (en) (Kenya)[12]
- 2024 : Wilson Too (Kenya)[13]

## Les lauréates
Depuis 1975 une course féminine se dispute aussi. Les deux premières éditions sont remportées par Christa Vahlensieck (Allemagne). Rosa Mota (Portugal) est victorieuse 6 fois consécutives de 1981 à 1986.
- 2018 : Sandrafelis Chebet (pt) (Kenya)
- 2019 : Brigid Kosgei (Kenya)
- 2021 : Sandrafelis Chebet (pt) (Kenya)
- 2022 : Catherine Reline (pt) (Kenya)
- 2023 : Catherine Reline (pt) (Kenya)[14]
- 2024 : Agnes Keino (Kenya)[15]